# Autostrada D48 (Czechy)
Autostrada D48 (cz. dálnice D48, także Těšínská dálnice – „autostrada cieszyńska”) – częściowo istniejąca czeska autostrada. Na całej długości pokrywa się ze szlakiem międzynarodowej trasy E462.
Prace przy budowie autostrady D48 trwają od lat 90. Sukcesywnie oddawano odcinki:
- Český Těšín-sever – Český Těšín-západ, 2,2 km, 1.01.1997 (nieoznaczony jako droga ekspresowa),
- Český Těšín-západ – Český Těšín-jih, 1,7 km, 31.07.2004 (nieoznaczony jako autostrada),
- Frýdek-Místek-východ – Dobrá, 5,6 km, 26.10.2004,
- Dobrá – Tošanovice, 6,9 km, 31.10.2006,
- obwodnica Bělotína, 2,1 km, 2.08.2007,
- Tošanovice – Žukov, 7,9 km, 29.11.2007,
- Český Těšín-jih – Žukov, 1,2 km, 29.11.2007 (nieoznaczony jako autostrada),
- odcinek doprowadzający do autostrady D1 koło Bělotína, 2,4 km, 25.11.2008,
- obwodnica Příbora, 1,5 km, 24.11.2011,
- Rychaltice – Frýdek-Místek-západ, 7,1 km, 13.12.2012.

W lecie 2017 roku rozpoczęto budowę 12 km odcinka Rybi – Rychaltice. Odcinek oddano do użytku 15 grudnia 2020 r.
Wybudowano około 32 km autostrady: 20,5 km pomiędzy Frydkiem-Mistkiem i Czeskim Cieszynem oraz około 4,5 km odcinek koło Bělotína oraz 7,1 km odcinek Rychaltice – Frýdek-Místek-západ. 5 km obwodnica Czeskiego Cieszyna nie jest oznaczona jako autostrada, pomimo iż posiada dwie jezdnie rozdzielone pasem zieleni oraz bezkolizyjne węzły. Pomiędzy Bělotínem a Rychalticami istnieją 33 km drogi czteropasmowej bez pasa rozdzielającego (tzw. profil 1x4). W przyszłości zostanie ona dostosowana do parametrów autostrady.
Po ukończeniu wszystkich prac D48 poprowadzi od węzła Bělotín na autostradzie D1 przez Frydek-Mistek i Czeski Cieszyn do połączenia z polską drogą ekspresową S52 (do 4 sierpnia 2016 S1).
Do końca 2015 roku istniała jako droga ekspresowa R48 (rychlostní silnice R48).